# Monte Águila

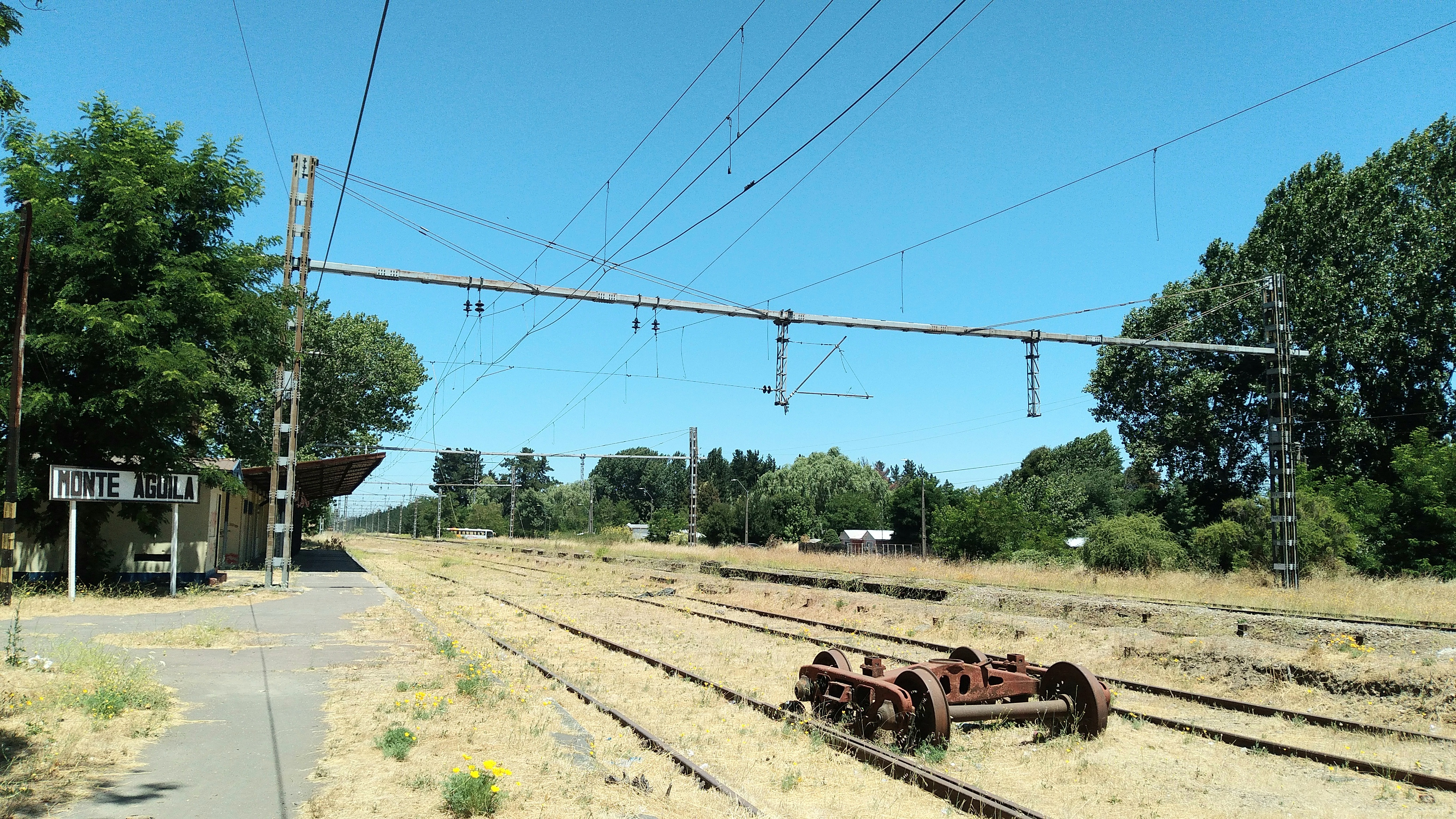

Monte Águila är en chilensk stad som ligger i Región del Biobío, i Cabreros kommun, 6 kilometer söder om Cabrero. Staden har en befolkning på 6,090 invånare.

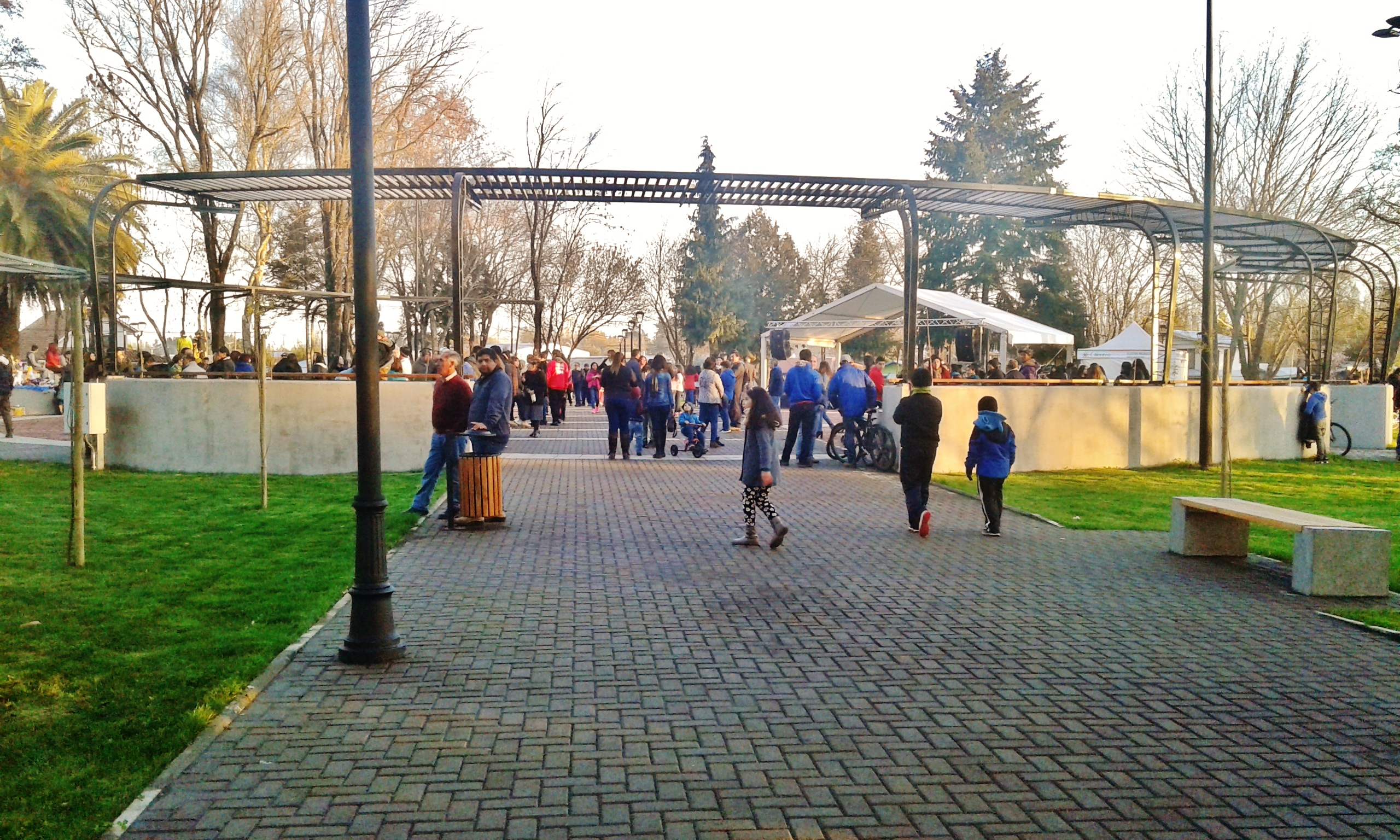
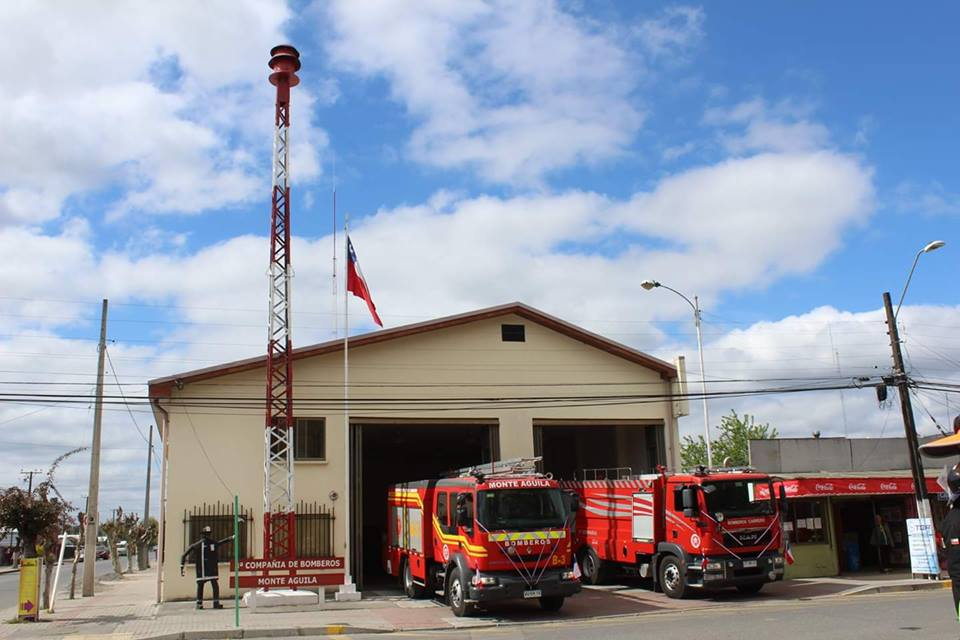
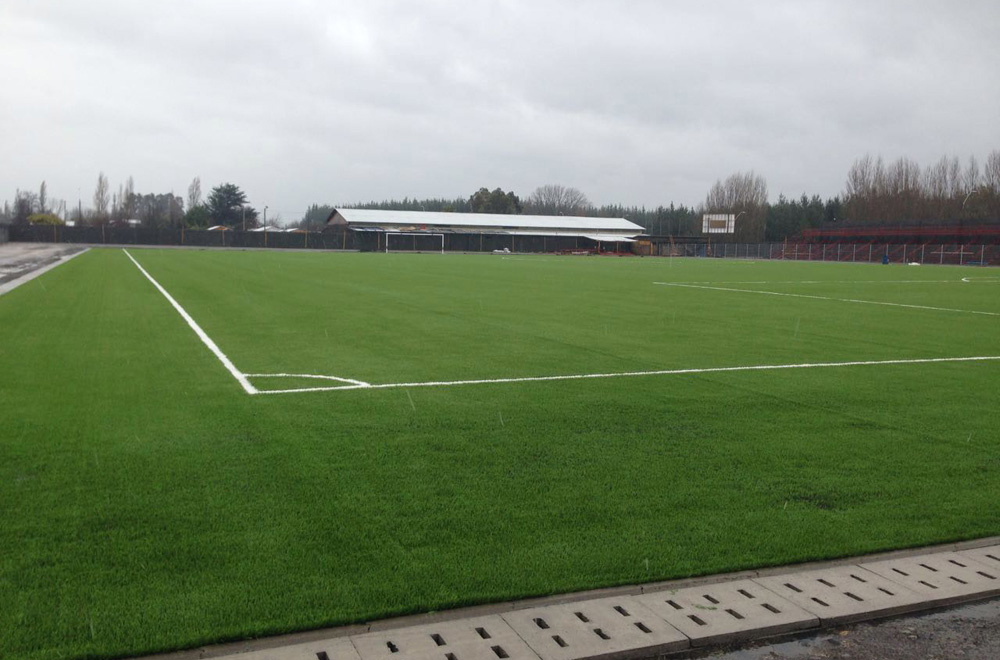
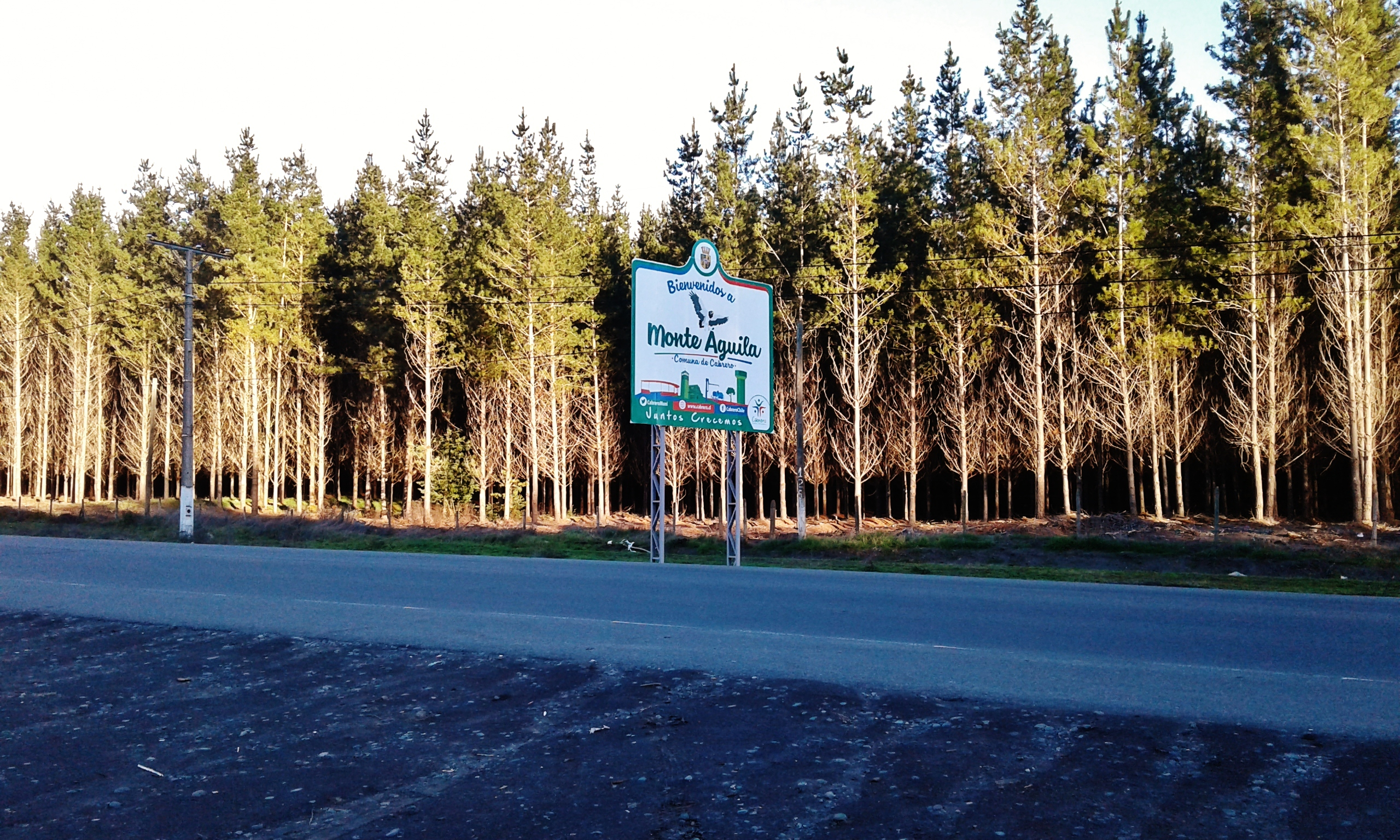
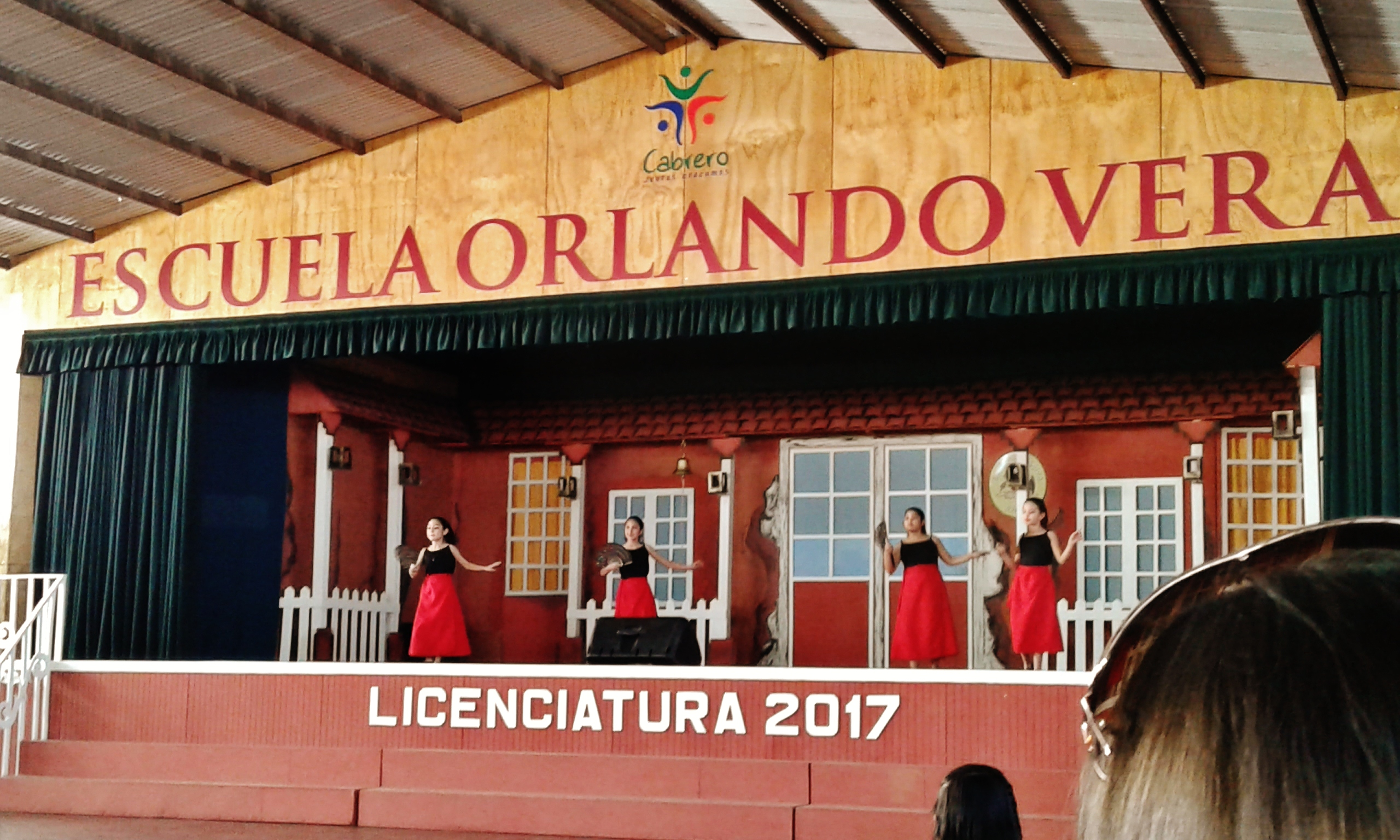
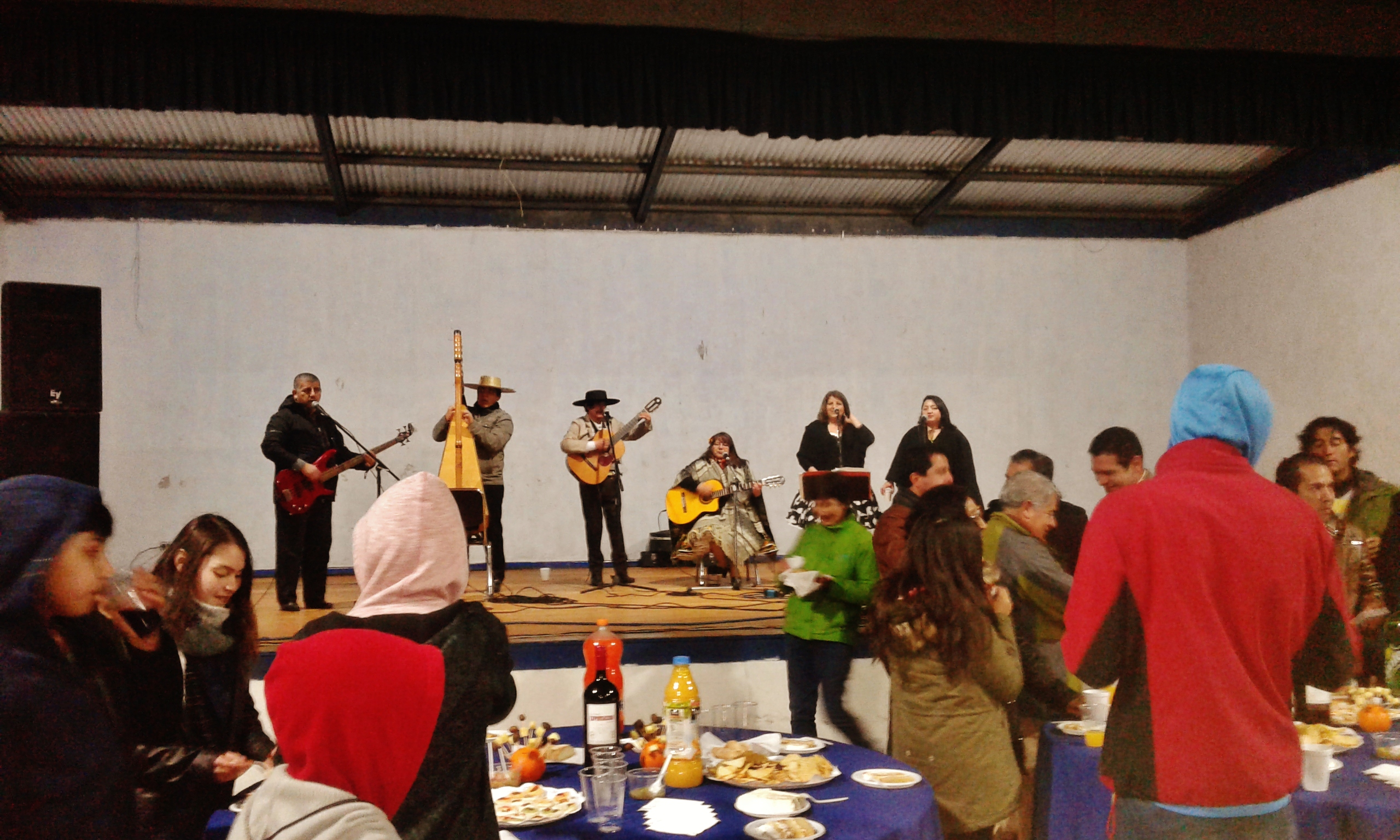
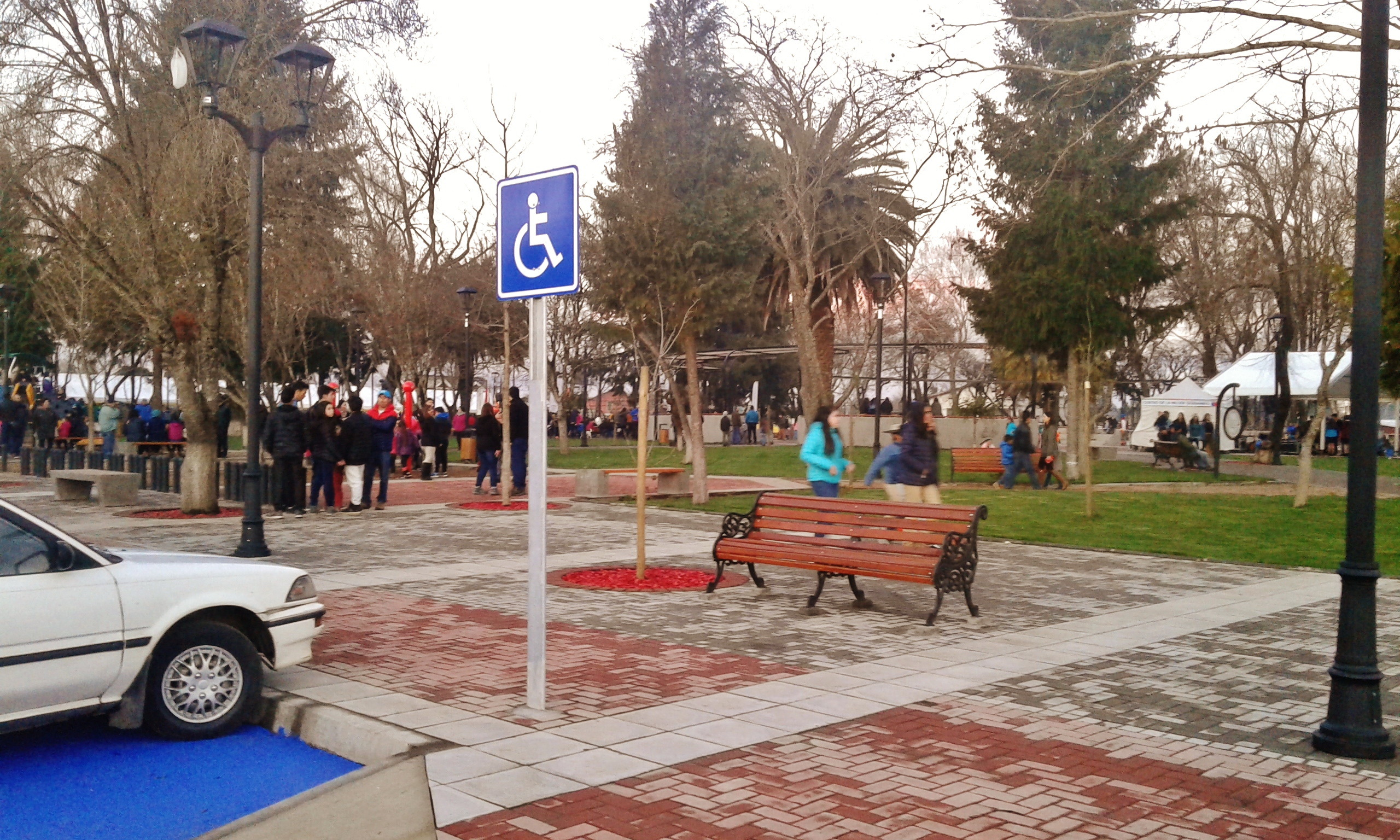
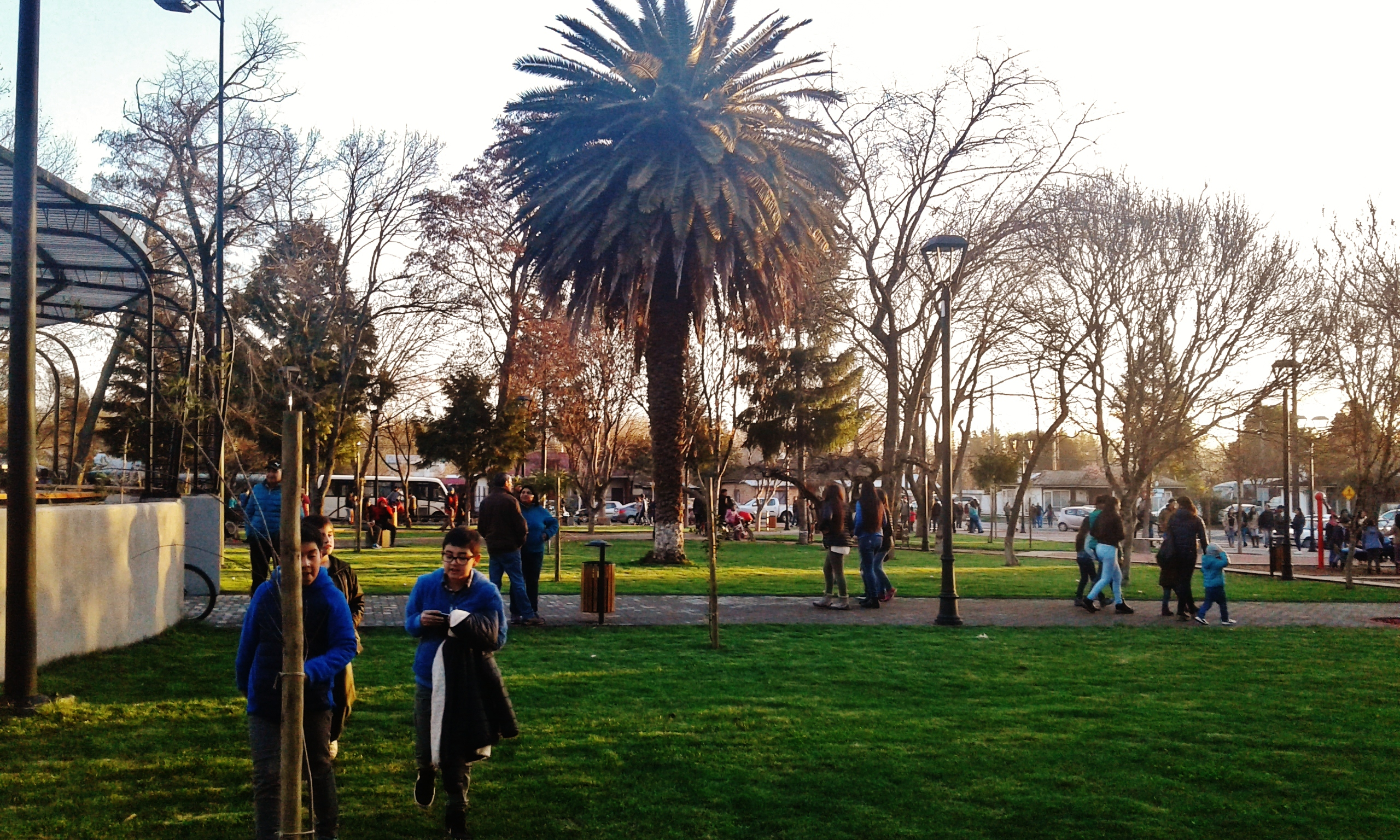
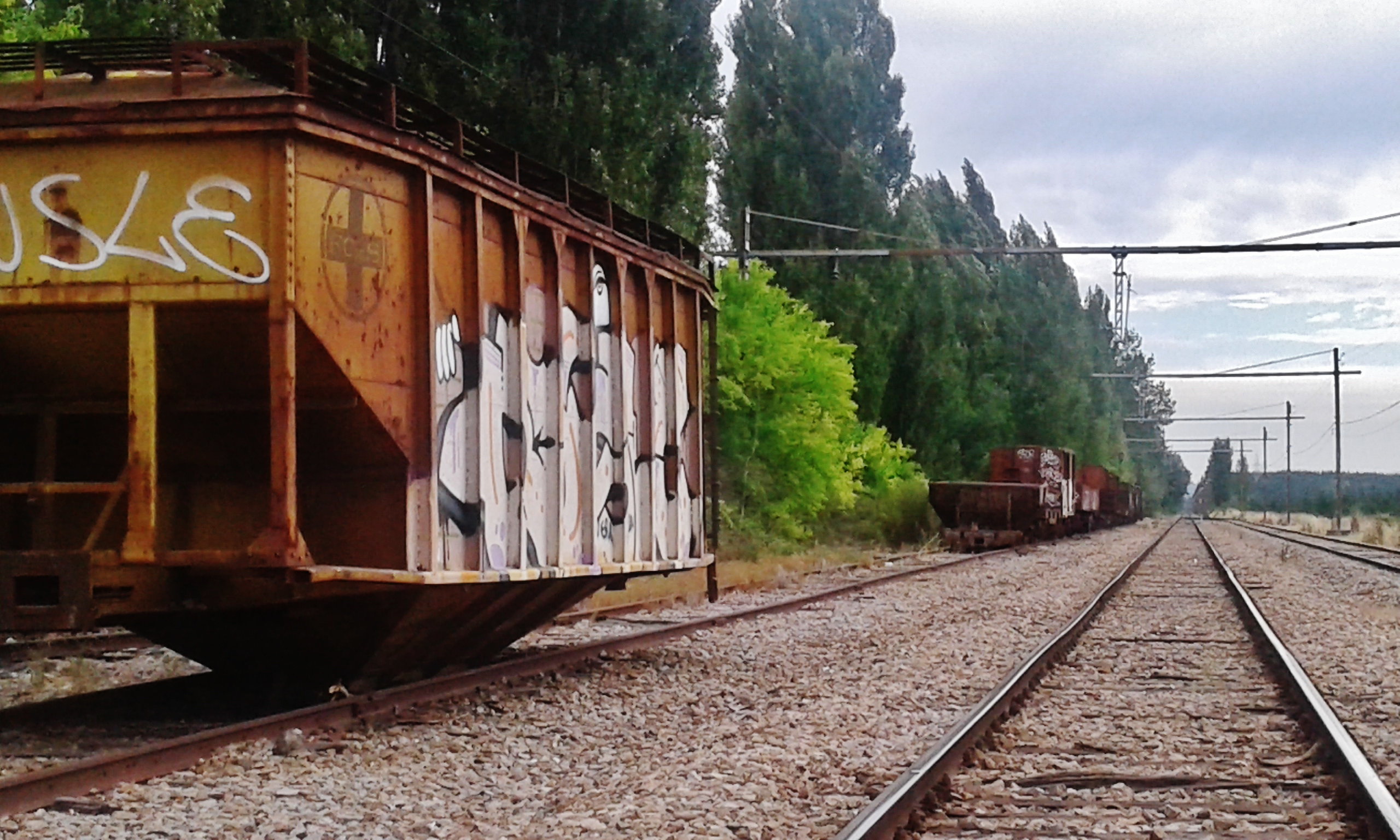

- Wikimedia Commons har media som rör Monte Águila.